# 穂波ゆきね
穂波 ゆきね（ほなみ ゆきね、3月17日 - ）は、日本の漫画家。血液型A。石川県出身。女性。

## 作品リスト
- ビーナスKISS!!（原作：菜槻さあり）
- フラワーコーポレーション（原作：菜槻さあり）
- 2・14事件（原作：菜槻さあり）
- 微熱革命（原作：鈴木せるぼ）
- 恋の渇き（原作：高口里純）
- ヤバイ気持ち（原作：鹿住槇）
- その時ハートは盗まれた（原作：金丸マキ）
- 凛! 1-3巻（原作：神奈木智）
- きみには勝てない! 1-3巻（原作：高口里純）
- てのひらの星座（原作：桜木知沙子）

## その他
- 小説
  - 放課後シリーズ（第16作「放課後のシャーロック・ホームズ」よりイラスト担当）
  - 祈りの日（著：倉世春、集英社コバルト文庫、イラスト担当）
  - りぼん絵日記、りぼん記念日（著：五百香ノエル、小学館パレット文庫、イラスト担当）
  - ラストオーダー ～そのバーには、なくした想い出が訪れる～（著：真堂樹、集英社オレンジ文庫）
- ゲーム
  - 玉響 -たまゆら- （キャラクターデザイン・原画）